# أسيتات نوميجسترول
أسيتات نوميجسترول (نوماك)، الذي يُعرف باسمه التجاري لوتينيل أو زولي أو غير ذلك، هو دواء البروجستن المستخدم في حبوب منع الحمل، والعلاج باستخدام الهرمونات البديلة وعلاج الاضطرابات الطبية النسائية. يتوفر هذا الدواء بمفرده أو بالاشتراك مع الأستروجين. يُؤخذ نوماك عن طريق الفم. أمكن أيضًا تطوير غرسات منع الحمل لوضعها تحت الجلد لكنها توقفت قبل مرحلة التسويق في النهاية.
قد تشمل الآثار الجانبية لعقار نوماك كلًا من الحيض غير المنتظم، والصداع، والغثيان، وألم الثدي وما إلى ذلك. باعتباره مكونًا من البروجستيرون أو البروجيسترون الاصطناعي، يُعد نوماك ناهضًا لمستقبلات البروجستيرون، أي المستهدف الحيوي للبروجستيرونيات مثل البروجستيرون. يتسم نوماك أيضًا ببعض النشاط المضاد للأندروجين ولا يمتلك أي نشاطات هرمونية هامة أخرى.
حصل مركب النوميجسترول، الذي يرتبط بمركب أسيتات نوميجسترول، على براءة اختراع مسجلة في عام 1975، بينما وُصف النوماك لأول مرة في عام 1983. أمكن تقديم النوماك للاستخدام الطبي للمرة الأولى من أجل علاج الاضطرابات النسائية والعلاج بالهرمونات البديلة في أوروبا في عام 1986. نجح المركب لاحقًا في الحصول على موافقة لاستخدامه كأحد مكونات حبوب منع الحمل في أوروبا في عام 2011. أصبح نوماك متوفرًا اليوم على نطاق واسع في جميع أنحاء العالم. مع ذلك، ما يزال المركب غير متوفر في الولايات المتحدة الأمريكية وكندا.

## الاستخدامات الدوائية
يُستخدم نوماك بمفرده في علاج الاضطرابات النسائية بما في ذلك عدم انتظام الحيض (مثل عسر الطمث، وغزارة الطمث، وندرة الطموث، وتعدد الطمث وانقطاع الحيض)، والنزف المهبلي، وألم الثدي والمتلازمة السابقة للحيض بالإضافة إلى العلاج باستخدام الهرمونات البديلة. يُستخدم المركب أيضًا بالاشتراك مع الإستراديول في حبوب منع الحمل بالإضافة إلى العلاج الهرموني لانقطاع الطمث. تُستخدم أقراص نوماك الصرفة أيضًا كشكل من أشكال حبوب منع الحمل المعتمدة على البروجستوجين، على الرغم أن هذه الأقراص غير مرخصة بشكل دقيق لهذا الاستخدام.

### الأشكال المتوفرة
يتوفر مركب نوماك بمفرده أو بالاشتراك مع الأستروجينات. تشمل التركيبات المتاحة كلًا مما يلي:
- نوماك 3.75 ملغ و5 ملغ على شكل أقراص فموية (لوتينيل) – مخصص للعلاج الهرموني لانقطاع الطمث إلى جانب الاضطرابات النسائية.
- نوماك 3.75 ملغ مع الإستراديول 1.5 ملغ على شكل أقراص فموية (نايميس) – مخصص للعلاج الهرموني لانقطاع الطمث.
- نوماك 2.5 ملغ مع الإستراديول 1.5 ملغ على شكل أقراص فموية (زولي) – مخصص لمنع الحمل.

يختلف مدى توفر هذه التركيبات باختلاف الدول.

## الآثار الجانبية
تتشابه الآثار الجانبية لمركب نوماك مع المركبات البروجيستوجينية المشابهة. يُعد أحد الأدوية جيدة التحمل ولا يسبب عادة أي أعراض جانبية. تشمل الآثار الجانبية المحتملة عدم انتظام الحيض (بما في ذلك النزف غير الطبيعي أو بقع الدم)، والصداع، والغثيان، وألم الثدي واكتساب الوزن. مع ذلك، لا تحدث أي تغيرات عمومًا على وزن الجسم. في بعض الحالات النادرة، أشارت التقارير إلى وجود علاقة بين تطور الورم السحائي ومركب النوماك.

## الجرعة الزائدة
لم ترد أي تقارير عن أي آثار ضارة خطرة ناجمة عن الجرعة الزائدة لمركب نوماك. وفقًا للتجارب السريرية، أمكن إعطاء نوماك بمفرده بجرعة تصل إلى 40 ضعف الجرعة الموصى بها، بالإضافة إلى إعطاء نوماك مع الإستراديول بجرعات متعددة تصل إلى 5 أضعاف الجرعة الموصى بها للنساء المشاركات في هذه التجارب السريرية، دون وجود أي مخاوف متعلقة بالسلامة أو ملاحظة حدوث أي آثار الضارة. قد تشمل الجرعة الزائدة لتعاطي نوماك مع الإستراديول كلًا من الغثيان، والتقيؤ، ولدى الفتيات صغيرات السن النزف المهبلي البسيط. لا يوجد ترياق معروف للجرعة الزائدة من نوماك إذ يعتمد علاج الجرعة الزائدة في هذه الحالة على تدبير الأعراض.

## الأبحاث
كان نوماك في البداية قيد التطوير بواسطة شركة ثيراميكس، تحت الاسم التجاري الأولي يونيبلانت، كغرسة منع حمل تحت الجلد بطول 4 سم ومصنوعة من السيلاستيك (سيليكون وبلاستيك) بجرعة 38 ملغ أو 55 ملغ ومدة بقاء لسنة واحدة (مع معدل تحرير 75 ميكروغرام / يوم أو 100 ميكروغرام / يوم) في البرازيل منذ تسعينيات القرن العشرين، إذ خضع للدراسة على نطاق واسع لهذا الغرض في التجارب السريرية. شملت الدراسات السريرية 19,900 امرأة مع أشهر من الاستخدام ولم يتجاوز معدل الفشل لمدة سنة 0.94%. اعتُبر يونيبلانت مركبًا عالي الفعالية مع مستوى جيد من التحمل. على الرغم من ذلك، "حصل تأجيل في الخطط الإضافية الضرورية من أجل توفيره بقرار من الشركة الحائزة على براءة اختراع البروجيستين»، وعلى الرغم من استمرار الاستقصاءات حوله حتى عام 2006، لم تصل الغرسة إلى مرحلة توفيرها التجاري على الإطلاق.
كان نوماك الفموي في البداية قيد التطوير لاستخدامه في علاج سرطان الثدي بالإضافة إلى حبوب منع الحمل المقتصرة على البروجيستوجين، لكن لم يكتمل تطويره من أجل هذين الغرضين. خضع النوماك بالاشتراك مع بالإستراديول للتطوير كحلقة مهبلية لاستخدامه كوسيلة لمنع الحمل وعلاج عسر الطمث، لكن لم يكتمل تطوير الحلقة المهبلية أيضًا ولم تشهد أي تسويق. خضعت تركيبة فموية مستمرة من النوماك والإستراديول للتطوير من أجل علاج أعراض انقطاع الطمث بالإضافة إلى علاج هشاشة العظام المصاحبة لانقطاع الطمث أو الوقاية منها، لكن لم يكتمل تطويرها.